# Критичне явище
Критичне явище (рос. явление критическое, англ. critical phenomena) — різкий перехід від повільного до швидкого протікання хімічного процесу при невеликій зміні якогось з параметрів, напр., концентрації реагенту, інгібітора, ініціатора, температури, тиску, розмірів реактора та ін. Нерідко повільний перебіг реакції є неспостережуваним експериментально, а швидка стадія супроводжується вибухом.